# حصن لوى
 حصن لوى يقع في ولاية لوى في منطقة الباطنة بسلطنة عمان. يقع هذا الحصن على تلة متوسطة في ولاية لوى ( حلة الحصن ) شمال غرب ولاية صحار . ويمثل منطقة طولها 58 مترا وعرضها 75 مترا و يضم خمسة ابراج دائرية و قلعة مركزية صغيرة تعرف بـ (القصبة).
وكان يستخدم سابقاً كمقر للحكم وإدارة شؤون الولاية ويمتاز حصن لوى بموقعه الاستراتيجي حيث يستطيع كشف أجزاء كبيرة من الولاية. وجاءت تسمية لوى بهذا الاسم لان أشجار النخيل تلتوي حول الحصن . ورواية أخرى تقول إنها سميت بهذا الاسم نسبة إلى ألوية الحروب التي كانت تعقد في لوى . وينفرد حصن لوى عن غيره من حصون منطقة ساحل الباطنة ببعده عن البحر .